# Marchesi di Provenza
Il presente è un elenco dei marchesi di Provenza dal 979 al 1271.

## Elenco dei marchesi di Provenza

### Dinastia Bosonide
I marchesi di Provenza appartennero prima alla casa di Provenza:
- Guglielmo I di Provenza, 979-993, figlio di Bosone II, fu anche conte di Provenza.
- Rotboldo II di Provenza, 993-1008, figlio di Bosone II; sino al 993 conte di Provenza.
- Rotboldo III di Provenza, 1008-1014, figlio del predecessore.
- Guglielmo III di Provenza, 1014-1037, figlio del predecessore.
- Emma di Provenza, 1037-1062, figlia di Rotboldo III, sposò il conte Guglielmo Tagliaferro della famiglia Rouergue (952-1037).
- Bertrando I di Tolosa dal 1037 al 1062, assieme alla madre Emma.

### Dinastia di Rouergue
Già Bertrando era della famiglia Rouergue, ma governò assieme alla madre, mentre con Guglielmo IV, nipote di Emma (nonna) e di Bertrando (zio) il titolo di Marchese di Provenza fu appannaggio del ramo dei conti di Tolosa della famiglia Rouergue, per cui i marcchesi di Provenza furono anche conti di Tolosa:

- Guglielmo IV 1062-1088, figlio di Ponzio di Tolosa (figlio di Guglielmo III ed Emma).
- Raimondo di Saintn Gilles (1088-1105), figlio di Ponzio di Tolosa.
- Bertrando (1105-1112), figlio del predecessore.
- Alfonso Giordano (1112-1148), figlio di Raimondo di Saintn Gilles.
  - Tra il 1113 ed il 1114 il duca Guglielmo IX d'Aquitania con la moglie Filippa di Tolosa (?-1117), figlia del conte Guglielmo IV di Tolosa e pertanto pretendente alla contea di Tolosa ed al marcghesato di Provenza, in quanto erede legittima, occuparono la contea di Tolosa e la Settimania, costringendo Alfonso Giordano nei feudi orientali (marchesato di Provenza, e contea di Saint-Gilles). Per cui tra il 1114 ed il 1120, pur avendo divorziato da Filippa, nel 1115, il duca d'Aquitania e conte di Poitiers fu il vero conte di Tolosa e invase anche il marchesato di Provenza, arrivando, nel 1120, ad assediare Alfonso Giordano, a Orange. Ma durante l'assedio, le milizie tolosane si ribellarono al duca d'Aquitania (e conte di Tolosa) liberarono dall'assedio Alfonso Giordano che, dopo una dura lotta, durata circa tre anni, riconquistò Tolosa, con tutta la contea, scacciandone Guglielmo.
- Raimondo II (1148-1194), figlio di Alfonso Giordano.
- Raimondo III (1194-1222), figlio del predecessore.
- Raimondo IV (1222-1249), figlio del predecessore.
- Giovanna (1249-1271), figlia del predecessore.

Nel 1229, terminata la crociata, la contea di Tolosa ed il marchesato di Provenza, privata dei territori del ducato di Narbona e della viscontea di Nîmes, erano rimaste al conte Raimondo VII, però vassallo della Francia, con l'impegno di maritare la sua unica erede, Giovanna al fratello del re Luigi IX, Alfonso.

### Dinastia di Poitiers
- Alfonso (1249-1271), assunse il titolo di conte assieme alla moglie, Giovanna.

Alla morte di Alfonso, senza eredi il marchesato fu incamerato dalla corona di Francia, da Filippo III.